# Viadukt Šumljak
Viadukt Šumljak stoji na hitri cesti H4, na odseku Razdrto-Vipava. Odsek preko Rebernic je zaradi strmih in slabo stabilnih pobočij Nanosa in njihove zahtevne morfologije ter geologije izredno zahteven. Poleg prehoda čez Trojane in Črnega Kala je bil odsek za gradnjo eden od najzahtevnejših na slovenskem avtocestnem križu.

## Osnovni podatki
Viadukt je pobočni in je sestavljen iz dveh ločenih objektov, ki premoščata strmo pobočje z grapami, ceste in vodno zajetje relativno nizko nad terenom. S 671 m dolžine spada med daljše objekte na slovenskem avtocestnem omrežju. Poteka v pobočju nad sedaj regionalno cesto Razdrto-Podnanos. Izredno težavna je bila izvedba predvidene geometrije ceste na območju tega viadukta, saj poteka os ceste v »S« krivini, niveleta se spušča s padcem 5,9 %. Normalni profil na objektu ustreza profilu hitre ceste z dvakrat po dvema prometnima pasovoma brez odstavnih pasov, s skupno širino 21,08 m.

## Izgradnja
Prekladna konstrukcija se je gradila po enotni tehnologiji pomičnega opažnega sistema, kar je pripomoglo k boljšemu časovnem in finančnem izkoristku pri gradnji.
Viadukt Šumljak se je gradil v istem času kot viadukt Črni Kal, zato je bil med gradnjo medijsko manj odmeven. Objekt je bil tehnično izjemno zahteven. Uporabljena tehnologija gradnje prekladne konstrukcije se v Sloveniji le redko uporablja. Projektant viadukta je bil Inženirski biro Ponting. Gradnjo konstrukcije je izvajalo podjetje Primorje. Gradnja 10 km dolgega odseka hitre ceste H4 preko Rebernic je potekala od leta 2002 do avgusta 2009, ko je bila hitra cesta H4 v celoti končana.

## Galerija
- Zračni pogled na viadukt Šumljak in Nanos, julij 2024